# Язык закона
Язы́к зако́на (язык нормативных правовых актов) — совокупность лексических, синтаксических и стилистических средств, посредством которых формируется текст закона или иного нормативного правового акта.

## Язык закона как государственный язык
В Российской Федерации единственным языком официального опубликования актов федерального законодательства и нормативных правовых актов субъектов РФ (кроме республик в составе РФ) является государственный язык России — русский язык. В республиках в составе РФ акты федерального законодательства и законодательства соответствующих республик могут публиковаться наряду с русским языком также на национальных языках этих республик. Такой порядок установлен статьями 12 и 13 Закона РФ «О языках народов Российской Федерации». Обязательность опубликования международных договоров, законов и иных нормативных правовых актов на русском языке подчёркивается и в п. 5 ч. 1 статьи 3 Федерального закона «О государственном языке Российской Федерации». Таким образом, языком законов в России является русский язык.

## Положение языка закона в системе функционально-стилевой типологии речи
Язык закона — это всегда литературный язык, то есть нормативный естественный язык, отвечающий (в идеале) всем орфографическим, пунктуационным, грамматическим правилам, сложившимся на данный момент языковым нормам.
В современном русском языке различается пять функциональных стилей: 1) разговорный, 2) научный, 3) официально-деловой, 4) литературно-художественный, 5) публицистический. Каждый стиль характеризуется определённым преобладающим набором языковых средств, позволяющих с известной точностью отнести конкретный текст к тому или иному функциональному стилю.
Официально-деловой стиль включает в себя две разновидности: официально-документальный стиль, куда относятся такие подстили как язык дипломатии (меморандумы, коммюнике и пр.) и язык законов (собственно законов и других нормативных актов), и обиходно-деловой стиль (включает в себя подстили деловых бумаг — доверенностей, заявлений и пр. и деловой переписки).

## Особенности языка закона
Речевые особенности официально-делового стиля вообще в полной мере свойственны и языку законов как его подстилю. Более того, в языке законов эти особенности встречаются в концентрированном виде и используются с повышенной строгостью. В числе таких стилистических речевых особенностей называются:
- безличность изложения, «отсутствие присутствия» автора (напр., «разрешается то-то и то-то» вместо «разрешаем…» или «разрешаю…»), отсутствие личных местоимений 1-го лица);
- безадресность высказываний, отсутствие обращений, личных местоимений 2-го лица;
- сухость изложения, сознательный отказ от элементов художественной речи (в частности, низкая степень использования тропов), коннотированной и экспрессивной лексики;
- стремление к точности и однозначности выражения, стремление к снижению синонимии и омонимии;
- высокая степень терминоризированности лексики;
- высокая степень клишированности изложения, выражающаяся в использовании устойчивых словосочетаний с регламентированной сочетаемостью слов (напр., «в установленном порядке», «заключение договора» и т. д.);
- использование архаизмов (напр., «пристав», «займодавец», «поклажедатель»);
- частое использование «расщеплённых сказуемых», то есть таких конструкций, где глагол-сказуемое заменяется сочетанием однокоренного существительного с полузнаменательным глаголом (напр., «произвести перепланировку» вместо «перепланировать», «осуществлять контроль» вместо «контролировать»);
- преимущественное употребление индикативных, императивных и инфинитивных форм глагола, практическое отсутствие конъюнктива;
- преимущественное использование настоящего времени;
- высокая степень дефинированности терминов и иных слов;
- использование исключительно повествовательных форм предложения;
- частое употребление модальных слов («запрещается», «разрешается», «вправе», «должен» и т. п.) и иных модально окрашенных конструкций, выражающих правомочие, обязывание, дозволение или запрет;
- в некоторых случаях — употребление перформативных форм («постановляю», «установить, что…»);
- достаточно высокая степень сложности синтаксических конструкций (использование причастных и деепричастных оборотов, однородных членов предложения, придаточных предложений и т. д.);
- сравнительная бедность пунктуации (не используются вопросительный и восклицательный знаки, многоточие).

Сказанное не означает, что в языке закона не используются средства других функциональных речевых стилей. Так, в преамбулах законодательных актов встречаются элементы литературно-художественного стиля. В отдельных законодательных актах присутствуют и элементы разговорного стиля (напр.,"донос" в Уголовном кодексе РФ).

## Погрешности языка закона
К числу наиболее распространённых погрешностей языка законов относятся:
- неоправданное заимствование иноязычной терминологии при наличии соответствующих терминов в русском языке (напр., «дилер» вместо «представитель», «менеджер» вместо «управляющий» и т. п.);
- «юридизация» элементов обыденной и публицистической лексики («потребительская корзина», «отмывание денежных средств»);
- злоупотребление дефинициями, когда в текстах законов без особой надобности определяются не только юридические термины, но и научные, технические, а также слова, вообще не являющиеся терминами;
- неверное обозначение модальности нормативного предписания (напр., использование в обязывающей норме слова «вправе» вместо «должен» или «обязан»);
- злоупотребление оценочными понятиями, то есть крайне абстрактными, неопределёнными, расплывчатыми словами и словосочетаниями, способными в процессе толкования приобрести у различных интерпретаторов разные (если не противоположные) смыслы (напр., «негативные последствия»);
- неправильное установление логико-семантических отношений между понятиями (напр., «привлечение к налогу»);
- неясность формулировок законодательных актов, проявляющаяся в их языковой недостаточности (мысль законодателя выражена недостаточно полно) либо избыточности (в тексте нормы присутствуют лишние слова, затрудняющие постижение её смысла);
- неточность формулировок законодательных актов, когда мысль законодателя оформлена ненадлежащими лексическими средствами;
- искусственное усложнение синтаксических конструкций, ввиду чего смысл нормы улавливается с трудом.

Предупреждение этих и других погрешностей обеспечивается соблюдением правил юридической техники при составлении проектов нормативных актов.